# Bulgarie au Concours Eurovision de la chanson 2017
La Bulgarie est l'un des quarante-deux pays participants du Concours Eurovision de la chanson 2017, qui se déroule à Kiev en Ukraine. Le pays est représenté par le chanteur Kristian Kostov et sa chanson Beautiful Mess. Le pays finit 2e lors de la finale, recevant 615 points.

## Sélection
Le diffuseur bulgare BNT confirme sa participation le 29 septembre 2016. Il publie le 22 décembre 2016 ses plans de sélection pour le Concours 2017, confirmant une sélection interne parmi un ensemble de contributions envoyées au diffuseur avant le 20 janvier 2017.
Certaines conditions sont posées pour pouvoir répondre à l'appel du diffuseur :
- Le chanteur doit être de nationalité bulgare, ainsi qu'avoir une expérience de la scène et du direct
- Le producteur du projet doit avoir trois projets de haut niveau à son actif dans les deux dernières années, ainsi qu'une capacité de manager
- La chanson doit respecter les règles du Concours et doit être composée et/ou écrite en partie par des personnes de nationalité bulgare.

Le diffuseur demande également que dans chaque contribution soumise soit incluses des informations concernant le rendu visuel sur scène, le nombre de personnes présentes sur scène, l'éventuelle chorégraphie, le budget qui serait nécessaire à la réalisation du visuel, etc. Une participation financière des labels impliqués est également demandée.
Il est finalement annoncé le 13 mars 2017 que le chanteur Kristian Kostov représentera la Bulgarie avec sa chanson Beautiful Mess.

## À l'Eurovision
La Bulgarie participe à la deuxième demi-finale, le 11 mai 2017. Arrivé en tête avec 403 points, le pays se qualifie pour la finale du 13 mai 2017, où il termine 2e avec un total de 615 points. Le pays bat ainsi son record de 2016 et obtient, par la même occasion, son meilleur classement et son premier podium.